# Diagramă de eforturi
[[Fișier:Regula semnelor pentru eforturi.png|thumb|upright=1.5|Regula semnelor pentru solicitări:
a) - forțe axiale
b) - forțe tăietoare
c) - momente încovoietoare
În rezistența materialelor, o diagramă de efort prezintă  distribuția forțelor interioare (tensiuni sau eforturi unitare) care apar în barele (grinzile) supuse unor solicitări.
Diagrama arată variația tensiunilor de-a lungul axei barei și constă în reprezentări grafice ale tensiunilor în funcție de abscisa secțiunii x de pe axa barei.
Se obține prin trasarea unei linii care să unească punctele ce satisfac ecuația funcției tensiunii respective.
Aceasta se reprezintă în lungul unei linii de referință, trasată cu linie mai groasă, paralelă și de lungime egală cu axa barei.
Astfel, pentru fiecare tensiune se trasează câte o diagramă.
Se pot determina următoarele tipuri de încărcări:
- forța de întindere (axială) N, egală cu suma algebrică a proiecțiilor forțelor exterioare aplicate în stânga (sau în dreapta) secțiunii considerate pe axa barei;
- forța tăietoare, T = Ty, egală cu suma algebrică a proiecțiilor pe axa Ox a tuturor forțelor situate la stânga (sau la dreapta) secțiunii considerate;
- momentul încovoietor, M = My egal cu suma algebrică a tuturor momentelor și momentelor forțelor situate în stânga (sau în dreapta) secțiunii considerate în raport cu axa Oz.

## Regula semnelor pentru tensiuni
Convențional, au fost stabilite următoarele sensuri ale forțelor și momentelor care acționează într-o secțiune:
- forța axială N este pozitivă când lungește elementul de bară și negativă când îl scurtează.
- forța tăietoare T este pozitivă când are tendința să rotească în sens orar elementul de bară.
- momentul încovoietor M se consideră pozitiv când rotește cele două fețe laterale, curbând fibrele, astfel ca fibrele superioare să se scurteze, iar cele inferioare să se lungească.